# Фомін Геннадій Іванович (дипломат)
Геннадій Іванович Фомін (2 квітня 1914 — 24 березня 1980, Москва) — радянський дипломат, Надзвичайний і Повноважний Посол.

## Біографія
Народився 20 березня [2 квітня] 1914 року. Член ВКП(б). 1936 року закінчив Московський інститут інженерів комунального будівництва.
У Народному комісаріаті закордонних справ СРСР з 1939 року. Протягом 1941—1945 років обіймав посаду заступника завідувача Протокольного відділу Народного комісаріату закордонних справ СРСР; у 1945—1948 роках — перший секретар Посольства СРСР у Венесуелі; з 1948 року по 3 квітня 1952 року — радник Місії СРСР на Кубі; — з 3 квітня 1952 року — повірений у справах СРСР на Кубі; у 1953—1955 роках — радник Місії — Посольства СРСР в Ізраїлі; у 1955—1956 роках — начальник Протокольного відділу Президії Верховної Ради СРСР; у 1956—1957 роках — помічник заступника міністра закордонних справ СРСР; з 1958 року по листопад 1960 року — радник-посланник Посольства СРСР в Італії; з 25 листопада 1960 року по 9 жовтня 1964 року — Надзвичайний і Повноважний Посол СРСР у Сомалі; з 1965 року по лютий 1968 року — завідувач III Африканським відділом Міністерства закордонних справ СРСР; з 21 лютого 1968 року по 27 січня 1970 року — Надзвичайний і Повноважний Посол СРСР у Мексиці.
Помер у Москві 24 березня 1980 року.